# The Liar (film 1918 Lawrence)
The Liar è un film muto del 1918 diretto da Edmund Lawrence. Il soggetto di Katharine Kavanaugh aveva in origine il titolo The Alien Strain. Il copyright attribuisce la sceneggiatura ad Adeline Leitzbach.

## Trama
A Portorico, il piantatore Hugh Houston batte violentemente Harris, uno dei suoi lavoranti, tanto da lasciarlo invalido. Per tacitarlo, gli offre del denaro, promettendogli di pagarlo ogni mese. Harvey, il segretario di Houston, guarda con sospetto le visite mensili del lavorante nero. Intanto, alla piantagione torna Sybil, la figlia del padrone: la ragazza, che vive a Boston, affascina il segretario che si ripromette di sposarla. Ma lei, che è innamorata di John Carter, lo respinge. Houston muore e Harvey se ne approfitta per falsificare il certificato di matrimonio del piantatore che così appare sposato con una donna nera. Con quel documento, il segretario minaccia di rivelare che Sybil non ha una madre bianca. Lei manda via Harvey, indignata, ma non riesce a scacciare il dubbio che i suoi figli possano nascere neri. Harvey e Carter, il fidanzato di Sybil, vengono alle mani: la ragazza si precipita allora nella stanza accanto e, poco dopo, i due uomini sentono uno sparo. Convinto che Sybil si sia uccisa, Harvey - pentito - confessa i suoi maneggi. Dalla porta esce Sybil, viva e illesa, che gli rivela che ha tentato quel trucco per fargli confessare la verità.

## Produzione
Il film fu prodotto dalla Fox Film Corporation.

## Distribuzione
Distribuito dalla Fox Film Corporation, il film uscì nelle sale cinematografiche USA il 18 agosto 1918. In Francia, fu distribuito l'8 agosto 1919 con il titolo Calomnie.